# Tachyempis bettellai
Tachyempis bettellai – gatunek muchówki z podrzędu krótkoczułkich i rodziny Hybotidae.
Gatunek ten opisany został w 2012 roku przez Gianniego Raffone na podstawie serii okazów odłowionych przez P. Betellę nad Rio Seguayo w 1989 roku. Epitet gatunkowy nadano na cześć wspomnianego zbieracza.
Muchówka o ciele długości od 2,3 do 2,4 mm. Ciało o błyszcząco czarnym oskórku, przy czym ryjek jest brązowy, a na tułowiu występują brązowe łatki drobnych włosków: w zagłębieniu przedtarczkowym, na tarczce, pleurach i wzdłuż notopleuronu. Na głowie występują żółte szczecinki: jedna przyoczkowa, dwie ciemieniowe i pięć zaprzyoczkowych. Oczy stykają się poniżej żółtawych czułków, których biczyk i arista są brązowe, a trzonek i nóżka żółte. Długość aristy wynosi sześciokrotność długości pozostałych części czułka razem wziętych. Przezmianki i odnóża żółte, z wyjątkiem brązowego uda, wierzchołku goleni i stopy tylnej pary. Skrzydła przyciemnione. W narządach rozrodczych samca małe, częściowo zlane z edeagusem hypandrium oraz niesymetryczne gonokoksyty: lewy krótszy i z dwoma ramionami na wierzchołku, prawy duży, wklęsły u szczytu i zlany z epiandrium.
Owad znany wyłącznie z boliwijskiego departamentu Santa Cruz.